# Wojak Churchill
Wojak Churchill (ang. Churchill: The Hollywood Years) – brytyjska komedia filmowa z 2004 roku w reżyserii Petera Richardsona, wyprodukowana przez Pathe Films. 
Zdjęcia kręcono w Anglii na terenie hrabstwa Devon (Brixham, Plymouth, Paignton, Dartmouth, Cockington, Buckfastleigh), a także w East Sussex (Beachy Head) oraz na wyspie Man.

## Opis fabuły
Twórcy z Hollywood pracują nad superprodukcją o drugiej wojnie światowej. Decydują, że Winstona Churchilla zagra... młody gwiazdor. Podobnie rzecz wygląda w przypadku księżniczki Elżbiety (Neve Campbell). Tworząc kluczowe postaci, skupiają się na ich romansach i nałogach. Powstaje absurdalne dzieło.

## Obsada
- Christian Slater jako Winston Churchill
- Neve Campbell jako księżniczka Elżbieta
- Miranda Richardson jako Eva Braun
- Anthony Sher jako Adolf Hitler
- Harry Enfield jako król Jerzy VI
- Jessica Oyelowo jako księżniczka Małgorzata
- Henry Goodman jako Franklin D. Roosevelt
- Jon Culshaw jako Tony Blair
- Romany Malco jako Denzil Eisenhower
- David Schneider jako Joseph Goebbels
- Phil Cornwell jako Martin Bormann
- Steve O'Donnell jako Hermann Göring
- John Fabian jako Victor Sylvester